# ۱۶ شهریور
۱۶ شهریور صد و هفتاد و یکمین روز از سال در گاه‌شماری خورشیدی است. به پایان سال ۱۹۴ روز (۱۹۵ روز در سال کبیسه) باقی‌است.

## رویدادها
- ۱۳۵۲ - شهرآورد سیزدهم تهران
- ۱۳۵۷ - تصویب اعلام حکومت نظامی در تهران به درخواست شریف امامی نخست‌وزیر پهلوی
- ۱۳۶۰ - کنسولگری جمهوری اسلامی ایران در لندن مورد حمله قرار گرفت و ۵۴ نفر توسط پلیس لندن بازداشت شدند.[نیازمند منبع]
- ۱۳۸۱ - رقابت ۱۶ شهریور ۱۳۸۰ تیم ملی فوتبال ایران با تیم ملی فوتبال سوریه در مسابقات فوتبال غرب آسیا ۲۰۰۲
- ۱۳۸۷ - رقابت ۱۶ شهریور ۱۳۸۷ تیم ملی فوتبال ایران با تیم ملی فوتبال عربستان در مرحله مقدماتی جام جهانی فوتبال ۲۰۱۰ (آسیا)
- ۱۳۹۵ - رقابت ۱۶ شهریور ۱۳۹۵ تیم ملی فوتبال ایران با تیم ملی فوتبال چین در مرحله مقدماتی جام جهانی فوتبال ۲۰۱۸ (آسیا)
- ۱۳۹۷ - حمله به کنسولگری ایران در بصره
- ۱۴۰۰ - رقابت ۱۶ شهریور ۱۴۰۰ تیم ملی فوتبال ایران با تیم ملی فوتبال عراق در مرحله مقدماتی جام جهانی فوتبال ۲۰۲۲ (آسیا)

## زادروزها
- ۱۲۸۷ - حسن موقر بالیوزی بنیانگذار، مدیر و نخستین گوینده بخش فارسی بی‌بی‌سی
- ۱۳۲۳ - هوشنگ مرادی کرمانی، نویسنده، داستان‌نویس و فیلمنامه‌نویس
- ۱۳۳۳ - ابوالقاسم اسماعیل‌پور، استاد دانشگاه شهید بهشتی در رشتهٔ فرهنگ و زبان‌های باستانی
- ۱۳۳۶ - ناصر محمدخانی، بازیکن فوتبال
- ۱۳۵۹ - جواد نکونام بازیکن فوتبال
- ۱۳۶۶ - سعید داورپناه بازیکن بسکتبال
- ۱۳۶۷ - اسماعیل شریفات، بازیکن فوتبال

## درگذشت‌ها
- ۱۳۸۲ - سید حسین بدلا ، فقیه و اصولی شیعه
- ۱۳۸۳ - داود کریمی ، از فرماندهان ایران در جنگ ایران و عراق و زندانی سیاسی
- ۱۳۸۴ - منصوره قصری، خواننده
- ۱۳۸۸ - غلام عباس جعفری کوهنورد، نویسنده و عکاس ورزشی
- ۱۳۹۲ - سید حسن طاهری خرم‌آبادی، فقیه، عضو شورای نگهبان، مجلس خبرگان و جامعهٔ مدرسین حوزهٔ علمیهٔ قم (ز. ۱۳۱۷)
- ۱۳۹۹ - نورمحمد ربوشه، نماینده حوزه انتخابیه ایرانشهر، سرباز، دلگان، فنوج، بمپور، بنت، لاشار، آشار و آهوران در دوره ششم مجلس شورای اسلامی